# Gojal
Gojal è un tehsil nel distretto di Hunza, nella regione di Gilgit-Baltistan, in nord del Pakistan quasi al confine con la Cina e l'Afghanistan. È il più grande tehsil del Gilgit-Baltistan, ed è costituito da una serie di piccole e grandi valli. Confina con i tehsil di Aliabad a sud, con la Cina a nord-est e con l'Afghanistan a nord-ovest. Shishkat è il primo villaggio di Gojal. Fatta eccezione per le valli Shimshal, Misgar e Chipursan, tutti i villaggi del tehsil di Gojal possono essere visti dall'autostrada del Karakorum, che attraversa Gojal per entrare in Cina presso il Passo Khunjerab.